# Bocages Graumull
Bocages Graumull, auch Bocage-Graumull, (Fukomys bocagei, Syn.: Cryptomys bocagei) ist eine wenig bekannte Art der Graumulle (Fukomys) innerhalb der Sandgräber (Bathyergidae), die vor allem an die unterirdische und grabende Lebensweise angepasst ist. Die Art kommt südlich der Sahara in Angola, Namibia, der Demokratischen Republik Kongo und Sambia vor.

## Merkmale
Bocages Graumull ist ein mittelgroßer Graumull und erreicht eine Kopf-Rumpf-Länge von etwa 14,1 bis 16,5 Zentimetern. Der sehr kurze Schwanz wird etwa 6 bis 15 Millimeter lang, die Hinterfußlänge beträgt 19 bis 22 Millimeter. Ein Sexualdimorphismus ist nur leicht ausgeprägt, die Männchen sind etwa größer als die Weibchen. Die Rücken- und Bauchfärbung der Tiere ist dunkel schiefergrau bis silbergrau. Auf dem abgestumpften Kopf besitzen die Tiere meistens einen unregelmäßigen und deutlich erkennbaren weißen Fleck. Die zu kräftigen Nagezähnen ausgebildeten Schneidezähne reichen aus dem Kiefer heraus und sind äußerlich vor den Lippen erkennbar. Die Fühlhaare des Kopfes sind lang, die Augen sind sehr klein und Ohrmuscheln fehlen. Die Beine sind kurz, die Füße rosafarben und nackt. Der Schwanz ist sehr kurz und beträgt nur etwa 7 Prozent der Kopf-Rumpf-Länge. Die Weibchen besitzen 2 Paar Zitzen im Brustbereich und eines in der Lende, insgesamt also 6 Zitzen.
Die Schädellänge beträgt 29,9 bis 35,0 Millimeter, und an der breitesten Stelle ist der Schädel 21,0 bis 24,6 Millimeter breit. Er ist breit und wie bei allen anderen Graumullen kräftig gebaut. Die Jochbögen sind im vorderen Bereich leicht gebogen. Das Infraorbitalfenster (Foramen infraorbitale) ist bei dieser Art tropfenförmig und hat einen Durchmesser von 1,5 bis 2 Millimetern. Die oberen Schneidezähne sind nicht gefurcht. Bocages Graumull hat einen Chromosomensatz von 2n = 58 (FN = 98) Chromosomen.
Von dem teilweise sympatrisch vorkommenden Riesengraumull (Fukomys mechowi) lässt sich Bocages Graumull durch die geringere Größe unterscheiden. Der Riesengraumull hat  einen diploiden Chromosomensatz von 2n = 40 (FN=78 oder 80).

## Verbreitung
Bocages Graumull kommt im zentralen und südlichen Angola, dem Norden von Namibia entlang des Kunene im ehemaligen Ovamboland vor. Weitere Vorkommen werden für den extremen Süden der Demokratischen Republik Kongo angenommen, und ein Individuum wurde im Westen von Sambia gefangen, wobei die Zugehörigkeit zu dieser Art angezweifelt wird.

## Lebensweise
Über die Lebensweise und die typischen Habitate von Bocages Graumull liegen nur sehr wenige Informationen vor. Er kommt in halbtrockenen Gebieten mit einer jährlichen Niederschlagsmenge von etwa 820 bis 860 Millimetern vor. Wie andere Graumulle lebt auch diese Art weitgehend unterirdisch in Kolonien mit mehreren Tieren und gräbt Baue. Sie ernährt sich herbivor von Wurzeln, Knollen und anderen Pflanzenteilen. In Namibia werden Bocages Graumulle vor allem in trockenen Savannengebieten mit flachem und sandigem Untergrund dokumentiert. In anderen Teilen des Verbreitungsgebietes leben sie im Miombo, einem trockenen Waldsavannentyp.

## Systematik
Bocages Graumull wird als eigenständige Art innerhalb der Gattung der Graumulle (Fukomys) eingeordnet, die aus zehn bis vierzehn Arten besteht. Die wissenschaftliche Erstbeschreibung stammt von William Edward de Winton aus dem Jahr 1897, der die Tiere anhand von Individuen aus Hanha, Angola, als Georychus bocagei beschrieb. Sie wurden teilweise dem Afrikanischen Graumull (Cryptomys hottentotus (Lesson 1826)) zugeschlagen. 2006 wurde die Gattung Cryptomys anhand von molekularbiologischen Merkmalen in zwei Gattung aufgetrennt, Bocages Graumull wurde dabei mit den meisten anderen Arten der neuen Gattung Fukomys zugeteilt, die Aufspaltung wird jedoch nicht allgemein angenommen.
Innerhalb der Art werden neben der Nominatform keine Unterarten unterschieden. Benannt wurde die Art nach dem portugiesischen Zoologen José Vicente Barboza du Bocage, dem ehemaligen Leiter des Naturkundemuseums der Universität von Lissabon. Bocage erforschte vor allem die Vögel von Angola.

## Status, Bedrohung und Schutz
Bocages Graumull wird von der International Union for Conservation of Nature and Natural Resources (IUCN) als „nicht gefährdet“ (least concern) betrachtet. Begründet wird dies mit dem großen Verbreitungsgebiet und dem angenommenen häufigen Vorkommen, obwohl die Art nur von wenigen Fundorten dokumentiert ist. Bestandsgefährdende Risiken sind nicht bekannt. Regional werden die Tiere gefangen und als Fleischquelle genutzt, wodurch es wahrscheinlich lokal auch zu Übernutzungen kommt.

## Belege
1. 1 2 3 4 5 6 7  R. L. Honeycutt: Bocage's Mole-rat - Fukomys bocagei. In: Don E. Wilson, T.E. Lacher, Jr., Russell A. Mittermeier (Herausgeber): Handbook of the Mammals of the World: Lagomorphs and Rodents 1. (HMW, Band 6), Lynx Edicions, Barcelona 2016; S. 369. ISBN 978-84-941892-3-4.
2. 1 2 3 4 5 6 7 8  Nigel C. Bennett: Cryptomys bocagei - Bocage's Mole-Rat In: Jonathan Kingdon, David Happold, Michael Hoffmann, Thomas Butynski, Meredith Happold und Jan Kalina (Hrsg.): Mammals of Africa Volume III. Rodents, Hares and Rabbits. Bloomsbury, London 2013, S. 650–651; ISBN 978-1-4081-2253-2.
3. ↑  Nigel C. Bennett, Hynek Burda: Cryptomys mechowi - Giant Mole-Rat In: Jonathan Kingdon, David Happold, Michael Hoffmann, Thomas Butynski, Meredith Happold und Jan Kalina (Hrsg.): Mammals of Africa Volume III. Rodents, Hares and Rabbits. Bloomsbury, London 2013, S. 659–660; ISBN 978-1-4081-2253-2.
4. 1 2 3 4  Fukomys bocagei in der Roten Liste gefährdeter Arten der IUCN 2015.4. Eingestellt von: C. Faulkes, S. Maree, M. Griffin, 2008. Abgerufen am 1. September 2016.
5. ↑  Colleen M. Ingram, Hynek Burda, Rodney L. Honeycutt: Molecular phylogenetics and taxonomy of the African mole-rats, genus Cryptomys and the new genus Coetomys Gray, 1864. Molecular Phylogenetics and Evolution 31 (3), 2004; S. 997–1014. doi:10.1016/j.ympev.2003.11.004
6. ↑  Dieter Kock, Colleen M. Ingram, Lawrence J. Frabotta, Rodney L. Honeycutt, Hynek Burda: On the nomenclature of Bathyergidae and Fukomys n. gen. (Mammalia: Rodentia). Zootaxa 1142, 2006; S. 51–55.
7. 1 2  Cryptomys bocagei. In: Don E. Wilson, DeeAnn M. Reeder (Hrsg.): Mammal Species of the World. A taxonomic and geographic Reference. 2 Bände. 3. Auflage. Johns Hopkins University Press, Baltimore MD 2005, ISBN 0-8018-8221-4.
8. ↑  Bo Beolens, Michael Watkins, Michael Grayson: The Eponym Dictionary of Mammals. Johns Hopkins University Press, Baltimore MD 2009, ISBN 978-0-8018-9304-9, S. 47.